# Изместьев, Пётр Иванович
Пётр Иванович Изместьев (1873—1925) — генерал-майор, георгиевский кавалер, военный писатель.

## Биография
Образование получил в Келецкой гимназии, где окончил шесть классов.
В 1893 году окончил Казанское пехотное юнкерское училище, откуда выпущен был подпрапорщиком в Ирбитский резервный батальон, а 24 ноября 1893 года произведен в подпоручики с переводом в 89-й пехотный Беломорский полк. Произведен в поручики 1 апреля 1898 года.
В 1900 году окончил Николаевскую академию Генерального штаба по 1-му разряду и 24 мая того же года был произведен в штабс-капитаны «за отличные успехи в науках». 26 ноября 1900 года переведен в Генеральный штаб с назначением старшим адъютантом штаба 2-й пехотной дивизии. 1 ноября 1901 года назначен старшим адъютантом штаба 6-го армейского корпуса, а 28 марта 1902 года — обер-офицером для поручений при штабе Варшавского военного округа. Произведен в капитаны 14 апреля 1902 года.
С началом русско-японской войны, 19 октября 1904 года назначен помощником старшего адъютанта управления генерал-квартирмейстера 2-й Маньчжурской армии, а 6 ноября — на ту же должность в 3-й Маньчжурской армии. Произведен в подполковники 17 апреля 1905 года. Позднее был назначен старшим адъютантом управления генерал-квартирмейстера 3-й Маньчжурской армии (утвержден Высочайшим приказом от 17 июля 1905 года).
22 ноября 1905 года назначен начальником строевого отдела штаба Варшавской крепости, а 29 марта 1909 года произведен в полковники за отличие по службе. 10 июля 1910 года назначен штаб-офицером для поручений при штабе 23-го армейского корпуса, 8 апреля 1911 года — вновь начальником строевого отдела штаба Варшавской крепости, а 8 октября 1911 года — штатным преподавателем военных наук Николаевской военной академии. Был военным писателем, с 1900 года сотрудничал в «Варшавском военном журнале», «Варшавском дневнике», «Варшавском слове», «Русском инвалиде», «Разведчике», «Голосе Москвы», «Голосе правды», «Петербургских ведомостях», «Вестнике иностранной военной литературы», «Военном деле за границей» и «Известиях Императорской военной академии». Особенно много критических и военно-научных статей поместил в журнале «Офицерская жизнь», редактором которого был в 1907—1910 годах. Псевдонимы: «П. Беломорцев», «П. Татьянин», «Прицел» и «Манджурец».
С началом Первой мировой войны назначен начальником штаба 75-й пехотной дивизии. Пожалован Георгиевским оружием
За то, что 23 и 29 августа 1914 года, будучи начальником штаба пехотной дивизии и постоянно подвергая свою жизнь явной опасности, проявил энергию и содействовал начальнику дивизии в достижении общего успеха
27 ноября 1914 года назначен командиром 297-го пехотного Ковельского полка. 5 июня 1915 года назначен исправляющим должность начальника этапно-хозяйственного отдела штаба 12-й армии, а 17 октября того же года произведен в генерал-майоры «за отличия в делах против неприятеля», с утверждением в должности. 29 января 1917 года назначен командующим 20-й Сибирской стрелковой дивизией. 20 ноября 1917 года назначен комендантом Ревельской крепости, в каковой должности состоял до 23 февраля 1918 года. Участвовал в совещаниях, проводившихся в Военном министерстве и в Смольном у Ленина по вопросам отражения наступления немцев.
В 1918 году добровольно вступил в РККА. С 4 декабря 1919 года заведовал учебной частью 3-х Петроградских финских комкурсов, также был преподавателем 1-х советских курсов и 1-х артиллерийский курсов в Петрограде (1919—1920). С 1 апреля 1921 года был преподавателем 1-й пехотной Интернациональной школы. В апреле 1922 года арестовывался органами ГПУ. Написал ряд теоретических работ. Умер в 1925 году в Ленинграде.

## Награды
- Орден Святого Станислава 3-й ст. (ВП 1.08.1902)
- Орден Святой Анны 3-й ст. с мечам и бантом (1905)
- Орден Святого Станислава 2-й ст. с мечами (1906)
- Орден Святого Владимира 4-й ст. с мечами и бантом (ВП 1.04.1907)
- Орден Святого Владимира 3-й ст. с мечами (ВП 22.02.1912)
- Георгиевское оружие (ВП 9.03.1915)
- мечи к ордену Св. Владимира 3-й ст. (ВП 13.05.1915)
- Орден Святого Станислава 1-й ст. (ВП 18.02.1916)
- Орден Святой Анны 1-й ст. (ВП 31.08.1916)

## Сочинения
- Из области военной психологии. 2-е доп. изд. — Варшава, 1907.
- О нашей тайной разведке в минувшую кампанию. — СПб., 1907.
- Значение военного секрета и скрытности. 2-е изд., [испр. и] доп. — Варшава, 1907.
- Современные тенденции в стратегии и тактике по опыту последней войны. — Варшава, 1908
- Современные тенденции в стратегии и тактике по опыту последней войны. 2-е изд. — СПб., 1910.
- Из области военной психологии. 3-е изд., доп. — Варшава, 1911.
- Тактическое применение электроосветительных аппаратов. — Варшава, 1912.
- Дивизия в полевой войне. Вып. 1. — СПб., 1913.
- Краткое руководство по элементарной и общей тактике. — Пг. 1919.
- Зимние боевые действия (по опыту последних войн). — Пг. 1923.
- Очерки по военной психологии. — Пг. 1923.